# June Foray
June Lucille Forer (Springfield, Massachusetts, 18 de septiembre de 1917-Los Ángeles, California, 26 de julio de 2017) fue una actriz de voz estadounidense conocida por prestar la misma a varios personajes animados entre los que se encuentra Rocky, la ardilla voladora, Lucifer de La Cenicienta, Cindy Lou de El Grinch, Pitufo Bromista, la Bruja Hazel, etc.
A lo largo de su carrera ha trabajado en la radio, en pequeñas obras teatrales, películas y series de televisión y cantar (normalmente con Stan Freberg) entre otras colaboraciones. Foray fue una de las fundadoras de ASIFA-Hollywood, organización que promueve y subvenciona el género de animación. Actualmente tiene una Estrella de Hollywood en el Paseo de la Fama.

## Primeros años e inicios
June Foray nació en Springfield, Massachusetts y es la primera de tres hermanos de sus padres: Maurice y Ida. Durante su infancia residió al oeste del Estado en la 75 de Orange Street. A los 12 debutó en un programa dramático de la radio local y a los 15 empezó a trabajar con más frecuencia. Dos años después se graduaría en Instituto de Música Clásica y se mudaría con su familia a Los Ángeles, California, donde residía su tío materno después de que Maurice empezara a tener problemas económicos. Allí empezó a colaborar en la emisora WBZA en su propio programa Lady Make Believe show. Muy pronto se convertiría en una prometedora actriz de voz con cameos en programas a nivel nacional entre los que se incluye Lux Radio Theater y The Jimmy Durante Show.

## Carrera
En los años 40 comenzó su carrera cinematográfica, la mayor parte de sus películas fueron como actriz de voz mientras que en otras tantas actuó en pequeños papeles en imagen real.
En la compañía Disney prestó su voz a personajes de varias películas de la productora: el gato Lucifer de La Cenicienta, la madre de Lambert en Lambert the Sheepish Lion, la sirena de Peter Pan y la Bruja Hazel en varios cortometrajes; varias décadas después volvería a colaborar con Disney para ponerle la voz a la abuela Fa de Mulan. También presto la voz a varios personajes en Pájaro loco. A partir de 1955 trabajaría con la Warner Bros. y prestaría la voz a la Abuelita de los Looney Tunes tras sustituir a Bea Benaderet con Chuck Jones como director.
Otros papeles fueron en Los Pitufos en donde ponía su voz a los personajes Pitufo Bromista y Madre Natura; y Úrsula en George of the Jungle, aparte de Cindy Lou en El Grinch.[cita requerida]
También ha interpretado personajes antagonistas como la muñeca Talky Tina en The Twilight Zone además de otros personajes femeninos en Rikki-Tikki-Tavi entre los que se encuentra la cobra Nagaina.
En los estudios Hanna-Barbera destacan sus voces a varios personajes de Los Picapiedra, Tom y Jerry, Scooby-Doo, Where are You! y Los Supersónicos entre otras series. Su voz también se ha escuchado en varios anuncios dirigidos por Stan Freberg, álbumes y series radiofónicas de 1957. Durante los años 60 y años 70 apareció en programas especiales televisivos.
Foray es quizá más conocida por prestar su voz a varios personajes femeninos de la serie The Rocky and Bullwinkle Show como Natasha Fatale y Nell Fenwick aparte del protagonista principal Rocky. Desde 1981 hasta 1983 prestaría su voz a Tía May Parker de Spider-Man and His Amazing Friends al igual que a Magica De Spell y Ma Beagle en DuckTales. A partir de 1985 participaría como Grammi Gummi en la serie de Disney Osos Gummi junto a Bill Scott hasta el fallecimiento de este en 1985. En 2003 apareció como artista invitada en Las Supernenas y en 2006 interpretó a Susan B. Anthony en tres episodios de The Radio Adventures of Dr. Floyd.
Chuck Jones comentó que "June Foray no es la versión femenina de Mel Blanc, sino que Mel Blanc es la versión masculina de esta."
En 1995 pasó a ser miembro de ASIFA-Hollywood, organización que creó los Premios June Foray en el que se premia aquellos que hayan contribuido de manera caritativa y sin ánimo de lucro a la industria de la animación. En 2007 fue la principal colaboradora del proyecto de animación.
Otras colaboraciones fueron en un episodio de Los Simpsons en el que interpretaba a la recepcionista del Rubber Baby Buggy Bumper Babysitting Service. Esa escena fue una parodia de Rocky and Bulwinkle en el que ninguno de los personajes (ni siquiera el narrador) eran capaces de pronunciar la frase. Más tarde fue homenajeada en la misma serie en el episodio The Itchy & Scratchy & Poochie Show mediante el personaje de June Bellamy, actriz de voz ficticia que ponía la voz de Itchy y Scratchy, aunque los actores encargados de prestar sus voces a los respectivos personajes son Dan Castellaneta y Harry Shearer. En 2000 volvió a prestarle su voz a Natasha en la adaptación cinematográfica de Las aventuras de Rocky y Bullwinkle. En 1984 apareció junto con Jim Carrey en The Duck Factory.
Aparte de la mencionada adaptación en imagen real de Rocky y Bullwinkle, en 2001 prestó su voz a Rocky en el episodio de Padre de familia: The Thin White Line en el que mencionaba la conocida frase del personaje: "Y ahora les mostramos algo que espero que les guste de verdad".
Otra colaboración es en Piratas del Caribe. En noviembre de 2009 participó como artista invitada en dos episodios de The Marvelous Misadventures of Flapjack.
En 2011 volvió a interpretar a la Abuelita en The Looney Tunes Show. El mismo año fue galardonada con el Premio Icon de la Comic Con en los Scream Awards. Más tarde volvió a interpretar el personaje en un corto animado con el que fue nominada a un Premio Óscar.
En 2012 ganó por primera vez a un Premio Emmy en la categoría a la Mejor Actriz Principal por su papel de Sra. Cauldron en The Garfield Show siendo hasta la fecha, la actriz más longeva en conseguir el premio.
En 2014 se retiró del medio debido su delicado estado de salud.
Falleció el 26 de julio de 2017, tenía 99 años y estaba a solo dos meses de su cumpleaños número 100.

## Muerte
El 26 de julio de 2017, Foray murió en un hospital en Los Ángeles, California, en la edad de 99, menos de dos meses antes de su centésimo cumpleaños. Ella había estado en declive de salud desde un accidente automovilístico en 2015.